# Aeroportul Efogi
Aeroportul Efogi (IATA: EFG, ICAO: AYEF) este un aeroport din Efogi⁠(d), Provincia Centrală, Papua Noua Guinee.
Situat la o altitudine de 1.158 m, aeroportul dispune de o singură pistă.